# Handelszentrale Deutscher Kaufhäuser
Die Handelszentrale Deutscher Kaufhäuser eGmbH (eingetragene Genossenschaft mit beschränkter Haftung, HADEKA) mit Sitz erst in Berlin und Chemnitz, zuletzt in Frankfurt am Main war ein führender deutscher Textileinkaufsverband, der 1886 von mehreren großen deutschen Konfektions- und Textilhandelsfirmen gegründet wurde, darunter Michael-Philipp Seißer.
Die HADEKA kaufte zu ihren Hochzeiten für über 1700 Textilfachgeschäfte zentral ein. Die HADEKA war bis 1945 in Berlin ansässig, 1955 bezog sie einen Neubau in Frankfurt am Main, das sogenannte „Hadeka-Haus“. Nicht zuletzt durch Fusionen mit anderen Einkaufsverbänden wuchs die HADEKA Ende der 1960er und Anfang der 1970er Jahre zum Großeinkaufsverband. So kamen 1968 die „Bayritex“ in München und die „Awege“ in Hamburg dazu. Im Jahr 1971 hatte die HADEKA 1025 Mitglieder mit insgesamt 1,55 Milliarden DM Jahresumsatz. Im Jahr 1980 war die HADEKA an 1555 Standorten mit 900 Mitgliedern und 168 Hospitanten präsent.
Den ihr angeschlossenen Häusern bot sie darüber hinaus einen Vollservice für Werbung, Sortimentsberatung in Betriebsvergleich sowie Hilfe in Ladenbaufragen. Die HADEKA gehörte zeitweise zu den größten textilen Einkaufsverbänden in Europa und bestand bis in die 1990er Jahre. Ein Anschlusskonkursverfahren wurde am 31. Dezember 1994 eröffnet. Letzter Vorstand war Walter Oberhorner, der seit den 1960er Jahren im Unternehmen tätig war.

## Weblink
- www.textilwirtschaft.de